# Dietrichite
La dietrichite è un minerale appartenente al gruppo dell'alotrichite.